# Anderāt
Anderāt (persiska: اندرات) är en ort i Iran.   Den ligger i provinsen Mazandaran, i den norra delen av landet, 250 km öster om huvudstaden Teheran. Anderāt ligger 1 378 meter över havet och antalet invånare är 113.
Terrängen runt Anderāt är kuperad söderut, men norrut är den bergig. Runt Anderāt är det ganska tätbefolkat, med 72 invånare per kvadratkilometer. Närmaste större samhälle är Bandar-e Gaz, 19,7 km norr om Anderāt. Trakten runt Anderāt består till största delen av jordbruksmark.